# (35044) 1981 ET40
1981 ET40 (asteroide 35044) é um asteroide da cintura principal. Possui uma excentricidade de 0.03029450 e uma inclinação de 2.94834º.
Este asteroide foi descoberto no dia 2 de março de 1981 por Schelte J. Bus em Siding Spring.